# В зимнюю стужу
«В зимнюю стужу» (англ. Dead Of Winter) — американский кинофильм, основанный на новелле Энтони Гилберта «Женщина в красном». Также был известен в отечественном видеопрокате под названиями «Смерть зимой», «Смертельная зима» и др. Ремейк фильма 1945 года «Меня зовут Джулия Росс».

## Сюжет
Безработная актриса Кэти МакГоверн после удачного собеседования с радостью соглашается ехать на кинопробы в удалённую глушь. Она приезжает в загородный особняк, где её ждут, в разгар снежной бури, которая практически изолирует дом от внешнего мира. Там её встречают пожилой учтивый джентльмен на инвалидной коляске и его ассистент.
Со временем молодая женщина понимает, что «мифические киносъёмки» были только поводом заманить её сюда…

## Создатели фильма

### В ролях
- Мэри Стинберджен — Джули Роуз / Кэти МакГоверн / Эвелин
- Родди Макдауэлл — мистер Мюррей
- Ян Рубеш — доктор Джозеф Льюис
- Уильям Расс — Роб Суини
- Марк Мэлоун — Роланд МакГоверн

### Съёмочная группа
- Режиссёр — Артур Пенн
- Авторы сценария — Энтони Гилберт, Марк Шмугер, Марк Мэлоун
- Продюсеры — Джон Блумгарден, Марк Шмугер
- Редактор — Рик Шэйн
- Композитор — Ричард Эйнхорн
- Оператор — Ян Вайнке
- Костюмер — Артур Роуселл

## История проката

### Даты премьер
Даты приведены в соответствии с данными IMDb.
- США — 6 февраля 1987
- Франция — 15 апреля 1987

### Реакция критиков
Реакция международной кинокритики на ленту была противоречивой и смешанной, что отражено в рейтинге свежести на сайте-накопителе рецензий Rotten Tomatoes, показатель которого на 06.03.2010 равнялся 75% и состоял из 12 ревю. Так, например, Роджер Эберт отмечал наличие ряда сюжетных дыр и нестыковок. Отечественная критика в лице Сергея Кудрявцева так же была невысокого мнения о ленте и, в первую очередь, о режиссуре, резко сдавшего ещё в 70-е годы Пенна: «В «Смертельной зиме» всё-таки чувствуется надуманность сюжетных ходов и перебор в выразительных средствах, которые были бы оправданы у таких киноформалистов, как Брайан Де Пальма или Стэнли Кубрик (а с их картинами «Сёстры» и «Сияние» возникают неизбежные ассоциации), но у 64-летнего Артура Пенна это выглядит бесполезным проявлением маньеризма».

## Интересные факты
- Роль доктора Льюиса предлагалась Клаусу Кински.
- Персонаж доктора Льюиса назван в честь режиссёра кинокартины 1945 года — Джозефа Льюиса.
- Один из сценаристов фильма Марк Мэлоун сыграл небольшую роль брата Кэти — Роланда.
- Звуковой ряд фильма исполнен на четырёх музыкальных инструментах. В 90 % случаев обходились всего двумя.